# Tung Chung
Tung Chung (chinesisch 東涌 / 东涌, Pinyin Dōngchōng, Jyutping Dung1cung1 – „östlicher Nebenfluss“) ist ein Ort in Hongkong auf Lantau Island mit 80.000 Einwohnern. Der Ort ist geprägt durch das New Town-Programm der Hongkonger Regierung North Lantau New Town (北大嶼山新市鎮), heute umbenannt als Tung Chung New Town (東涌新市鎮), bei dem in den 1990er Jahren Tung Chung zu einer modernen Satellitenstadt ausgebaut wurde.
Tung Chung liegt an der Tung Chung Bay (東涌灣) im Norden von Lantau Island in direkter Nähe zum Hong Kong International Airport und gehört verwaltungsrechtlich zum Islands District.

## Tung Chung New Town

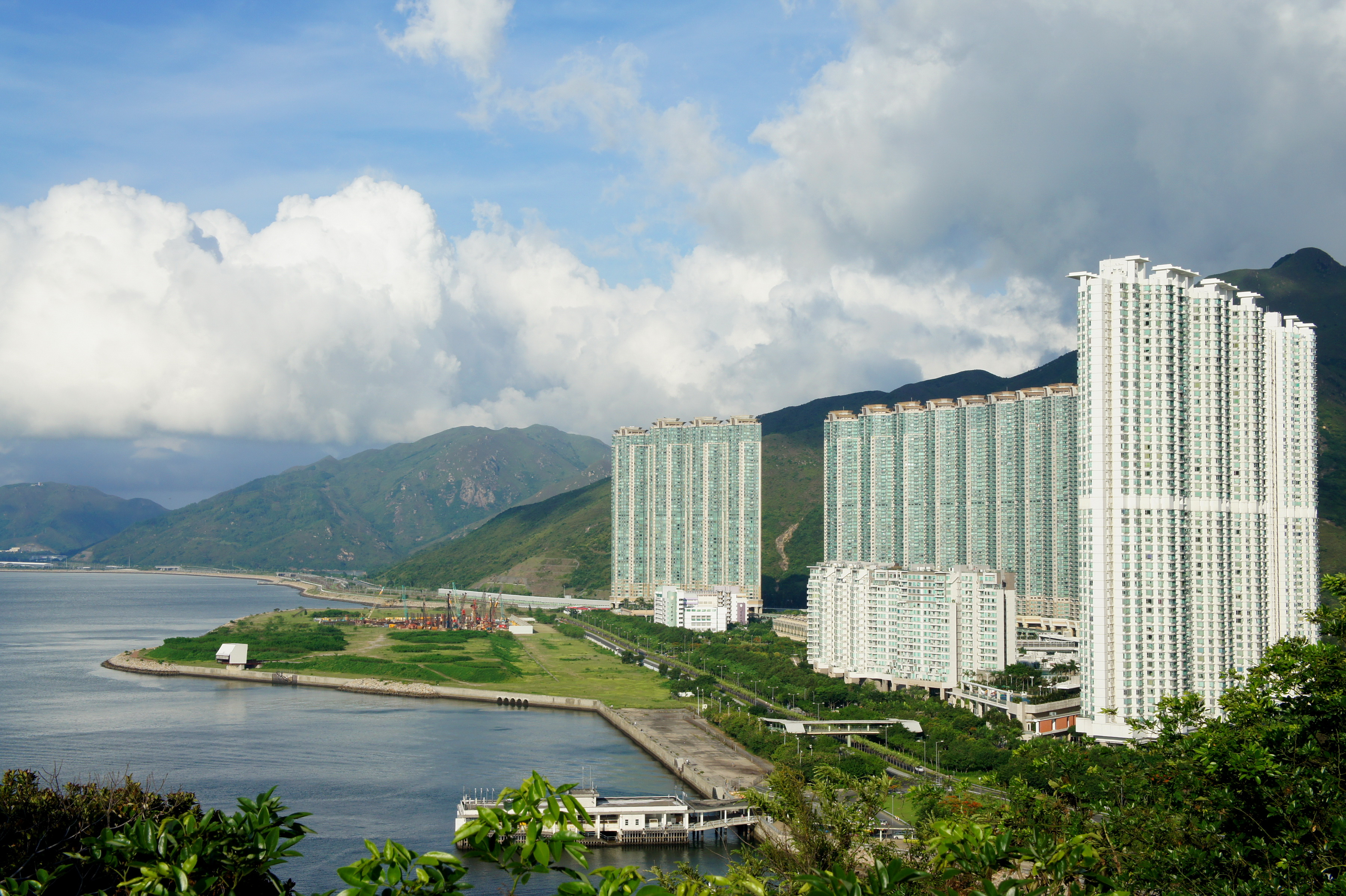
Wohnhäuser in Tung Chung North, im Vordergrund das Fährpier

Das Projekt Tung Chung New Town – ursprüngliche Bezeichnung North Lantau New Town – ist das jüngste New-Town-Entwicklungsprojekt in Hongkong. Die Stadt wurde entworfen, um die Infrastruktur des nahe gelegenen Hong Kong International Airport zu unterstützen („englisch supporting community“). Das Konzept wurde 1992 in der North Lantau Development Study ausgearbeitet und sah eine Durchführung in vier Phasen vor. In jeder Phase war Landaufschüttung zur Gewinnung von neuem Bauland vorgesehen.
- Phase 1: Bau des Tung Chung Stadtzentrums mit Wohnhäusern und Anbindung an die Verkehrswege, die auch vom Flughafen genutzt werden. Zuschüttung der Bucht Siu Ho Wan (小蠔灣 – „Kleine-Austern-Bucht“)[Anm. 3], um dort eine Autobahn und die Mass Transit Railway durchzubauen, sowie zur Errichtung einer Kläranlage. Der Ort heißt heute daher Siu Ho (小蠔 – „Kleine-Austern“).
- Phase 2: Bau eines Wohngebiets nördlich der Autobahn und eines Wohngebiets im Südwesten des Stadtzentrums. Yat Tung Estate (逸東邨)[Anm. 4]
- Phase 3: Weitgehende Zuschüttung der Tung Chung Bay zur Errichtung eines Wohngebiets, weitere Landaufschüttung im Nordosten Tung Chungs, sowie Bau eines Wohngebiets in der Bucht Tai Ho Wan (大蠔灣 – „Große-Austern-Bucht“)[Anm. 5].
- Phase 4: Errichtung weiterer Wohngebiete im Nordosten Tung Chungs und in Tai Ho (大蠔 – „Große-Austern“)[Anm. 6].

Mit Abschluss von Phase 4 sollte die Stadt 210.000 Einwohner beherbergen, mit Ausbaupotential auf 260.000 Einwohner. Nach einer Änderung der Entwicklungspläne wurde die geplante Einwohnerzahl auf 320.000 erhöht. Phase 1 wurde 1997 abgeschlossen und Phase 2 im Jahr 2001. Der Abschluss von Phase 3 war ursprünglich für 2006 und Phase 4 für 2011 vorgesehen, die Ausführung des Projekts wurde jedoch ausgesetzt. Die weitere Entwicklung befindet sich in Planung, wobei Tai Ho hiervon ausgenommen ist, nachdem die Bucht 1998 zur Site of Special Scientific Interest („Naturschutzgebiet“) erklärt wurde.

## Tung Chung

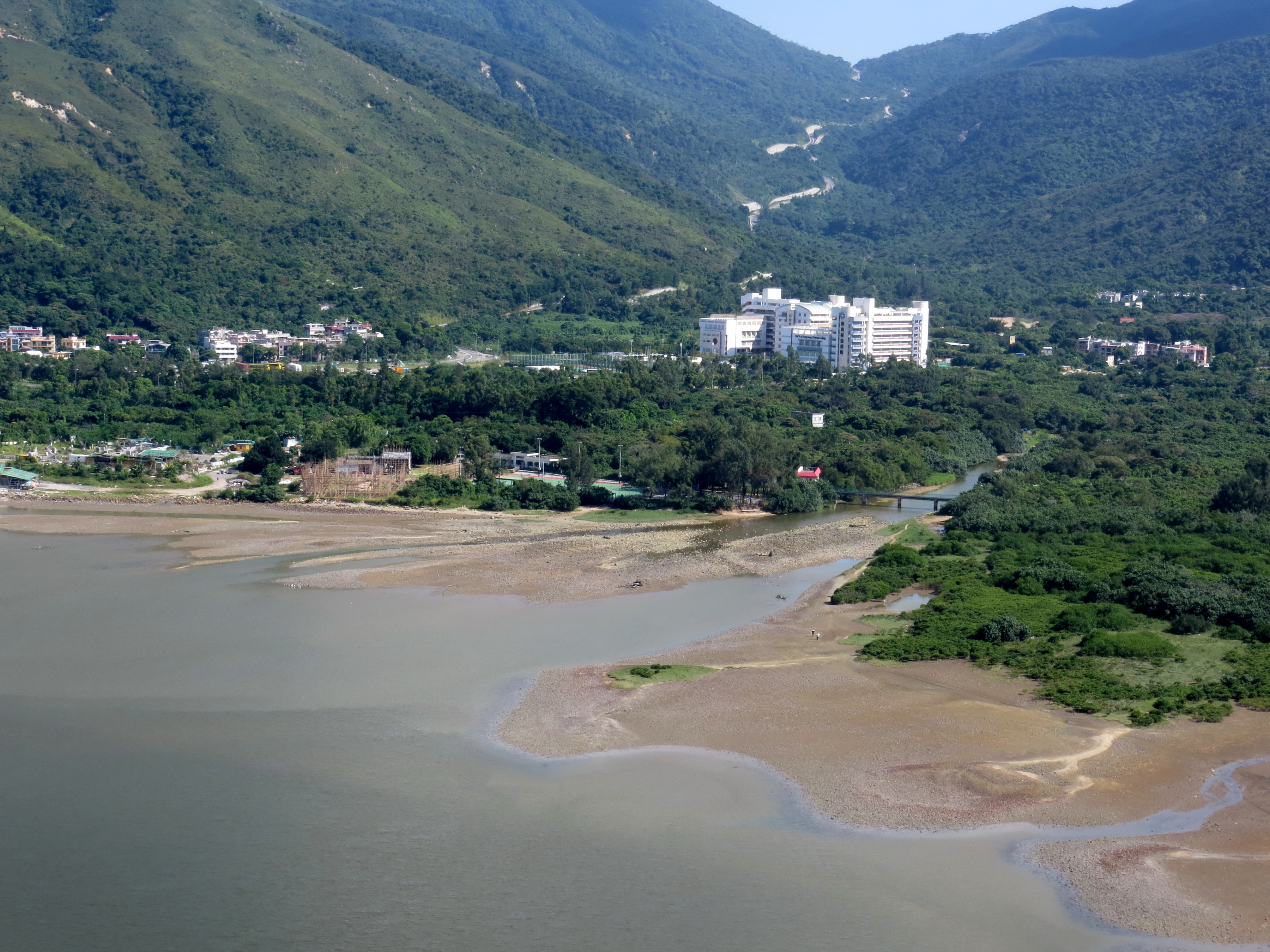
Bucht und Fluss, im Hintergrund die Tung Chung Road

Bis zum Bau des Flughafens und der Tung Chung New Town – ursprünglich North Lantau New Town, war Tung Chung ein Fischerdorf mit weniger als 2000 Einwohnern.

### Demographie
Laut Zensus 2011 leben in Tung Chung 78.000 Einwohner. Der Anteil Bewohner, die keine chinesische Herkunft haben, ist mit 10,9 % höher als der Hongkonger Durchschnitt von 6,4 %. Die Altersstruktur besteht im Vergleich zum Hongkonger Durchschnitt aus etwas mehr Menschen bis 14 Jahre und etwas weniger Menschen über 65 Jahren, was typisch für eine neu gegründete New Town ist. Die Beschäftigungsquote beträgt 62,1 %. Bedingt durch die Nähe zum Flughafen sind mit 18,5 % überdurchschnittlich viele Angestellte im Transport- und Logistiksektor beschäftigt. Nach den neuesten Daten zu Tung Chung New Town beträgt die Einwohnerzahl etwa 114.000. (Stand: Mai 2020)

### Geographie
Tung Chung befindet sich größtenteils auf flachem Land, das dem Meer abgerungen wurde. Das Stadtgebiet ist zum Süden hin durch die Berge Lantau Islands begrenzt. Westlich des Stadtzentrums gibt es einen 50 Meter hohen Hügel.
Obwohl Tung Chung keine Industrieanlagen hat, ist die Luftqualität etwas schlechter als der Durchschnitt Hongkongs. Smog tritt an einem von vier Tagen auf, verglichen mit einem von sechs Tagen im Hongkonger Durchschnitt. Im Jahr 2004 gab das Umweltschutzministerium für Tung Chung an 40 Tagen die zweithöchste Luftverschmutzungsstufe Very High an. Der Großteil der Luftverschmutzung stammt aus chinesischen Industrieanlagen im Perlflussdelta.

## Kulturerbe
An der Tung Chung Road (東涌道) befindet sich die Wehranlage Tung Chung Fort (東涌寨城, ugs. auch 東涌炮臺), die 1832 von chinesischen Truppen der Qing-Dynastie zum Kampf gegen Piraten erbaut wurde. Die Anlage wurde mit sechs Küstengeschützen ausgestattet, die heute in dem unter Denkmalschutz stehenden, restaurierten Fort besichtigt werden können.
Weiter nördlich befinden sich die Ruinen der Tung Chung Battery (東涌小炮臺), einem kleineren, ebenfalls unter Denkmalschutz stehenden Fort. Dieses wurde 1817 erbaut und beherbergte zwei Küstengeschütze, geriet jedoch in Vergessenheit, bis 1980 die verwachsenen Ruinen entdeckt wurden.
Daneben gibt es zwei historische Tempel in Tung Chung. Direkt an der Tung Chung Bay befindet sich ein Hau-Wong-Tempel (侯王古廟, englisch Hau Wong Temple). In dem Tempel ist eine Glocke, deren Gravur auf das Jahr 1765 und auf den Kaiser Qianlong aus der Qing-Dynastie verweist. An der Wong Lung Hang Road (黃龍坑道) ist ein kleiner Tempel zu Ehren von Tin Hau (赤鱲角天后宮, auch 東涌天后廟).

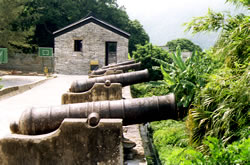
Tung Chung Fort
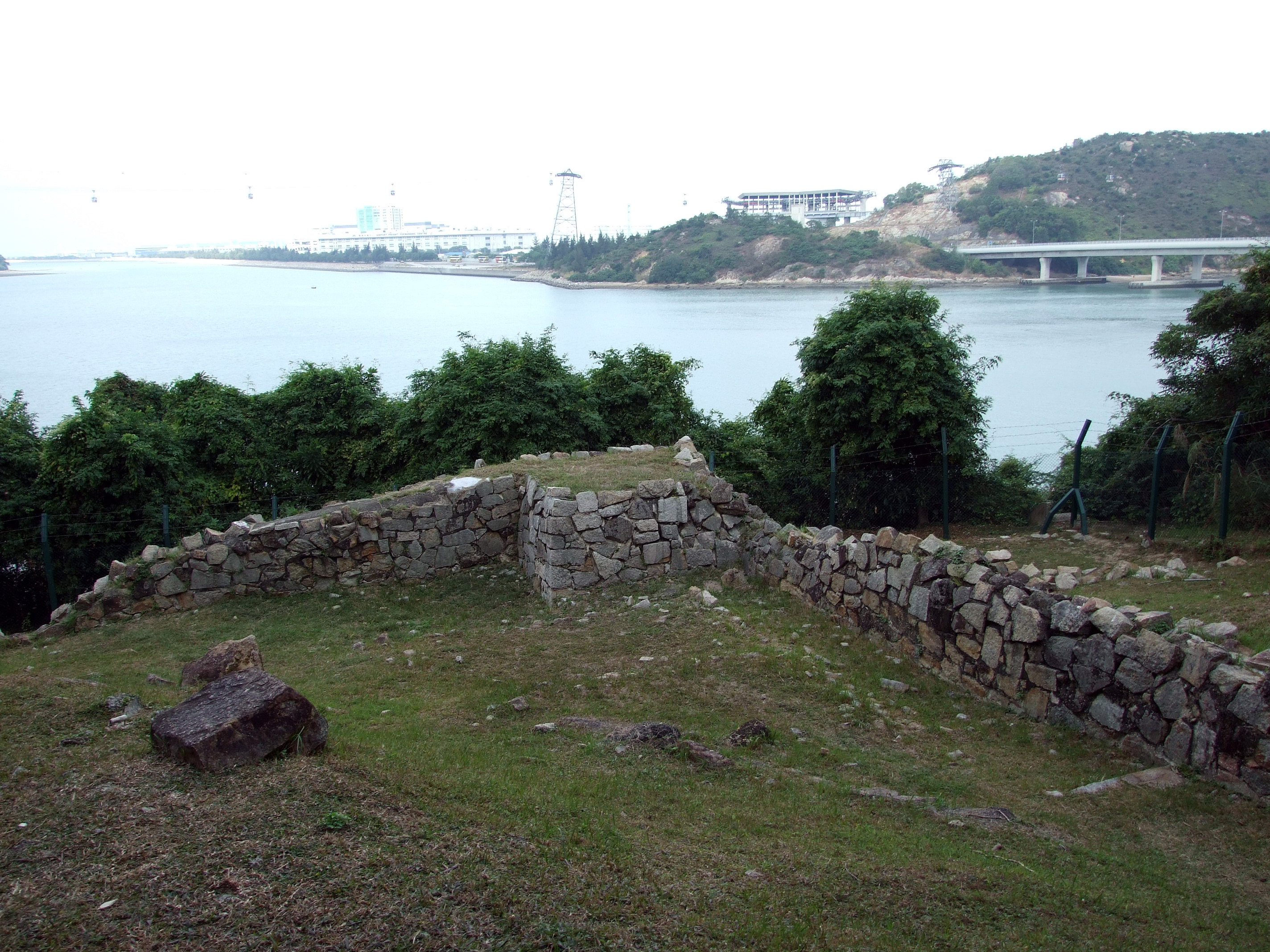
Tung Chung Battery
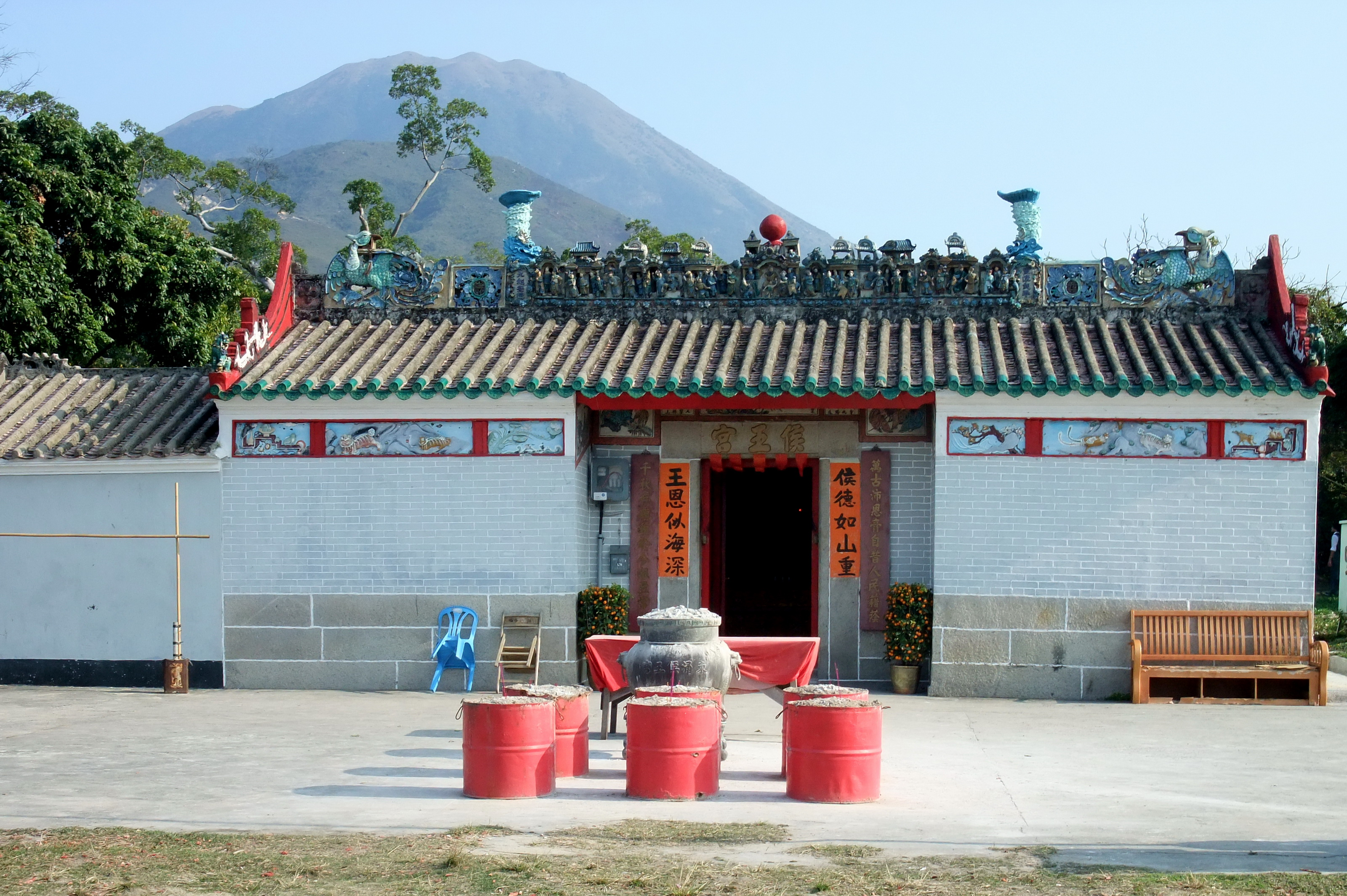
Hau-Wong-Tempel
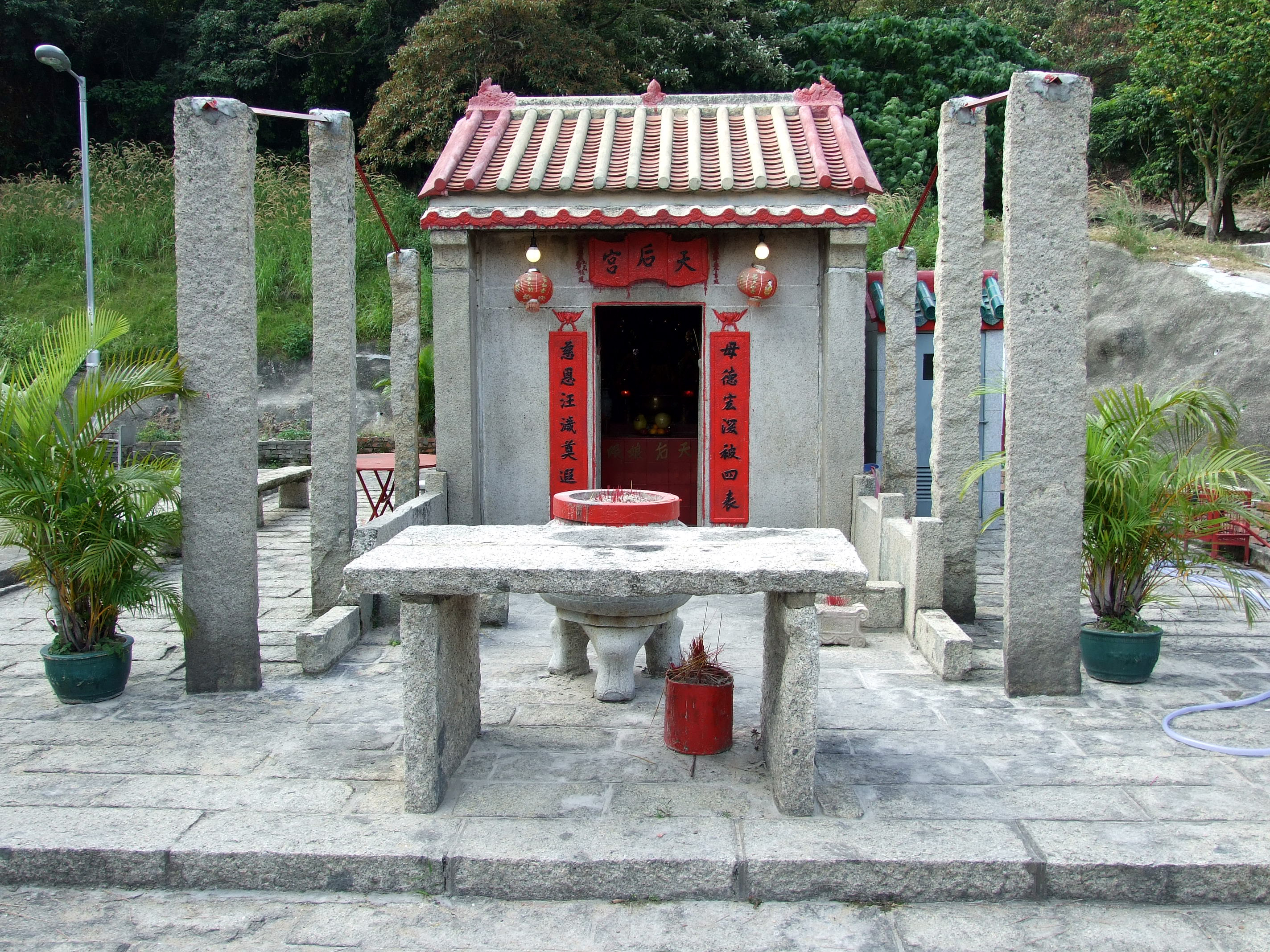
Kleiner Tin-Hau-Tempel

## Verkehr
Die Tung Chung Line der Mass Transit Railway fährt von Tung Chung über Kowloon bis Central. Der Streckenverlauf ist weitgehend identisch mit dem Airport Express, der jedoch nicht in Tung Chung hält.
Über die Route 8 ist Tung Chung an das Autobahnnetz Hongkongs angeschlossen. Die Straßenverbindung der Hongkong-Zhuhai-Macau-Brücke führt nicht direkt durch Tung Chung, aber schließt in der Nähe Tung Chungs an die Route 8 an.
Im Stadtzentrum befindet sich die Station der Seilbahn Ngong Ping 360, die zum touristisch beliebten Tian Tan Buddha führt.